# Guerra anglo-espanyola (1585–1604)
La Guerra angloespanyola de 1585-1604 va ser un conflicte intermitent entre els regnes d'Espanya i Anglaterra, que mai va ser formalment declarada. La guerra va ser interrompuda per batalles àmpliament separades.

## La guerra
La guerra va començar el 1585 amb la fracassada expedició militar d'Anglaterra als Països Baixos, sota les ordres del Comte de Leicester en suport de la resistència dels Estats Generals al domini Habsburg.
L'execució el 1587 de la reina catòlica Maria I d'Escòcia, va decidir Felip a enviar una expedició contra les tropes angleses però l'Expedició de Drake de 1587 va cremar desenes de vaixells a Cadis retrassant els preparatius, i l'Armada Invencible va salpar el 1588. Tot i el fracàs de la missió espanyola, els anglesos van perdre la iniciativa amb el retorna Anglaterra el 1588 de Leicester a causa de les seves diferències amb els líders holandesos i el rebuig de l'Armada anglesa el 1589, davant de la Corunya i Lisboa. Dues armades espanyoles posteriors van ser enviades, però van veure els seus objectius frustrats a causa del temps advers. El fracàs espanyol va possibilitar una major llibertat del comerç anglès i neerlandès, i un nombre més gran d'atac als ports castellans, com el de Cadis, que fou incendiat per la flota anglesa el 1596, i significà el començament d'Anglaterra com a potència marítima.
Alonso de Bazán, germà d'Álvaro de Bazán y Guzmán, procedeix contra Thomas Howard amb una flota de 55 naus, aconseguint atrapar els anglesos entre Punta Prima i Punta Negra. Els anglesos fugen però el galió Revenge és abordat i capturat. En 1595 els anglesos preparen la definitiva presa i instal·lació d'una base a Panamà amb una flota de 28 vaixells al comandament de Francis Drake, on mor Drake de disenteria. Després de diverses vicissituds, tan sols vuit vaixells de l'expedició van aconseguir tornar a la pàtria. Després de la contraofensiva anglesa, Carlos de Amésquita desembarca a les costes de Cornualla, sembrant el pànic a Pezance i altres localitats properes i es retira
El 1596 els anglesos saquegen Cadis. A l'any següent intenten destruir a Ferrol una flota espanyola, però no ho aconsegueixen per culpa d'un fort temporal, i es marquen l'objectiu de capturar la Flota de l'Índia a les Açores. L'almirall Juan Gutiérrez de Garibay enganya els anglesos i s'escapa.
El 1597 els anglesos capturen i saquegen San Juan de Puerto Rico, mentre que els espanyols noliegen el tercer intent d'invasió d'Anglaterra amb 136 vaixells, aprofitant que la flota anglesa és a les Açores, però una gran tempesta els obliga a tornar de nou a port. En 1600 Newport ataca Jamaica i a l'any següent Parker saqueja Portobelo. A partir d'aquell any les operacions navals no tenen importància, fins que es firma la pau el 1604 amb el Tractat de Londres, negociat el 1604 entre representants de Felip III i el nou rei escocès d'Anglaterra, Jaume I. Espanya i Anglaterra van acceptar aturar les seves intervencions militars a Irlanda i als Països Baixos espanyols, respectivament, i els anglesos van renunciar a la pirateria en alta mar. Ambdues parts van aconseguir alguns dels seus objectius, però cadascun dels eraris van ser gairebé esgotats en el procés.

## Conseqüències
Anglaterra va romandre arran del seu enfrontament amb Espanya com una potència marítima relativament feble fins a mitjan segle xviii, quan va aconseguir arrabassar el rang de segona potència naval a la marina francesa.